# Вечканов, Григорий Сергеевич
Григо́рий Серге́евич Вечка́нов (12 июля 1928 — 6 мая 2016, Санкт-Петербург) — советский и российский экономист, доктор экономических наук, почётный профессор, член учёного и диссертационного советов СПбГИЭУ. Автор более 400 научных и учебно-методических работ по вопросам экономической теории, трудовой миграции, занятости населения и эффективности производства.

## Избранные публикации
- Вечканов Г. С., Вечканова Г. Р., Пуляев В. Т. Краткая экономическая энциклопедия. — СПб.: Петрополис, 1998. — 509 с.
- Вечканов Г. С., Вечканова Г. Р. Макроэкономика. — 5-е изд. — Питер. — ISBN 978-5-496-02169-2.
- Вечканов Г. С. Неоиндустриализация и модернизация // Экономист. — 2012. — № 9. — С. 39-47.
- Вечканов Г. С. Нобелевские лауреаты по экономике о рынках с асимметричной информацией // Вопросы экономики. — 2009. — Т. 3.